# Francisco Silvela
Pour les articles homonymes, voir Silvela.
 (mars 2024).
Si vous disposez d'ouvrages ou d'articles de référence ou si vous connaissez des sites web de qualité traitant du thème abordé ici, merci de compléter l'article en donnant les références utiles à sa vérifiabilité et en les liant à la section « Notes et références ».
Francisco Silvela y de Le Villeuze, né à Madrid le 15 décembre 1843 et mort à Madrid le 29 mai 1905, est un historien, avocat et homme d'État espagnol. Membre du Parti conservateur, il est président du conseil des ministres durant la régence de Marie-Christine de Teschen et le règne d'Alphonse XIII, et à diverses reprises ministre (de l'Intérieur, de la Grâce et de la Justice, et de la Marine) entre 1879 et 1900.

## Biographie
Il est le fils de l'illustre avocat Francisco Agustín Silvela y Blanco (es), ministre de l'Intérieur, de la Grâce et de la Justice, vice-président du Congrès et Magistrat du Tribunal suprême, et petit-fils de Manuel Silvela y García de Aragón, écrivain, avocat et magistrat espagnol «francisé» qui, au début du XIXe siècle, servit d'intermédiaire entre Espagnols et Français lors de la guerre d'indépendance espagnole.
Il fait des études de droit à l'université centrale de Madrid et intègre l'Académie royale de jurisprudence et de législation en 1862. Il commence ses activités politiques après la Révolution de 1868, en tant que député d'Ávila à l'assemblée constituante de 1870, dans les rangs du Parti conservateur de Cánovas del Castillo. Néanmoins, durant cette étape démocratique en Espagne, il se retire volontairement de la vie politique.
En 1875, avec la Restauration bourbonienne, il est nommé sous-secrétaire puis, quatre ans plus tard, ministre de l'Intérieur, dans le gouvernement de Martínez Campos. Il introduit des réformes dans la gestion des œuvres de bienfaisance, suscitant l'opposition de Francisco Romero Robledo. Il mène une dissidence au sein du Parti conservateur en défendant un régime politique parlementaire constitutionnel. Il s'oppose en particulier à Cánovas en rejetant le système d'alternance au pouvoir du Parti conservateur et du Parti libéral, fondé sur le caciquisme et la fraude électorale : il accuse, en effet, ce système politique corrompu d'être responsable de la décadence de l'État espagnol. Lorsque se produit la rupture entre Robledo et Cánovas à la suite de la signature en 1885 du pacte du Pardo, qui établit les règles de l'alternance politique avec les libéraux menés par Sagasta, Silvela devient le lieutenant du dirigeant conservateur.
En 1885, il est nommé ministre de Grâce et de Justice.
Il occupe le poste de ministre de l'Intérieur dans le gouvernement de Cánovas de 1890, mais préfère démissionner à la suite de la réconciliation entre ce dernier et Robledo. Il forme un nouveau groupe dissident, les « silvélistes » (« silvelistas »), avec un programme dont une importante partie consiste en une refonte totale du gouvernement municipal, dans le but de défendre une morale politique qui empêche le fonctionnement du caciquisme et la récupération de la politique locale à des fins électoralistes. Il prétend lancer un projet régénérationniste « depuis le bas », qui sera poursuivi par Antonio Maura.
Après la mort de Cánovas en 1897, Silvela est nommé chef du Parti conservateur.
Entre 1899 et 1903, il occupe trois fois la présidence du Conseil des ministres et intègre dans son cabinet des figures aussi importantes que Dato, Villaverde, Antonio Maura ou Polavieja.
En 1903, il se retire définitivement de la vie politique après avoir désigné Antonio Maura comme son successeur.
Silvela est aussi connu pour avoir écrit divers essais et œuvres historiques et juridiques. Il collabore à plusieurs occasions à des publications comme La Época, La Revista de España, El Imparcial et El Tiempo.

## Œuvres
- Cartas de la Venerable Sor María de Agreda y El Señor Rey Don Felipe IV. (1885)
- Sin Pulso. Periódico El Tiempo (1898)
- La Filocalia, o arte de distinguir a los cursis de los que no lo son - en colaboración con Santiago Liniers - (1868)